# Thomas Vyner (cónego)
Thomas Vyner DD (falecido em 11 de abril de 1673) foi um cónego de Windsor de 1670 a 1673.

## Carreira
Ele foi educado no St Catharine's College, Cambridge, e recebeu o BA em 1650, o MA em 1653, o BD em 1662 e o DD em 1671.
Ele foi nomeado:
- Reitor de Stanton com Snowshill, 1652
- Reitor rural de Campden
- Reitor de Paulersbury, Northamptonshire 1660 - 1663
- Prebendário da Catedral de Gloucester 1665 - 1671
- Reitor de Bradwell by Sea, Essex 1667 - 1673
- Arquidiácono de Gloucester 1671 - 1673
- Decano da Catedral de Gloucester 1671-1673

Ele foi nomeado para a nona bancada na Capela de São Jorge, Castelo de Windsor em 1670, posição que ocupou até 1673.